# Kowalew (powiat ostrowski)
Kowalew – osada w gminie Sieroszewice, w powiecie ostrowskim, w województwie wielkopolskim.
W latach 1975–1998 do województwa kaliskiego.
Na skanie map w geoportalu występuje jako Kowalek.